# アジアンツアー
アジアンツアー（Asian Tour）は、日本を除くアジアのゴルフ大会を統括する団体、およびこの団体が運営するツアートーナメントの名称である。統括本部はシンガポールにある。
1995年から開催されている。シーズンは2月（または1月）から12月。

## 主な大会
- インターナショナルシリーズ（LIVゴルフ参戦者も出場可、年数大会開催）
- サウジ・インターナショナル
- ボルボ中国オープン（E）
- ヒーロー・インディアン・オープン（E）
- メイバンク選手権
- オメガ・ヨーロピアン・マスターズ（E）
- 新韓東海オープン

注：E=欧州PGAツアー、J=日本ゴルフツアーとの合同大会

## 歴代賞金王
| 年度       | 賞金王                     | 獲得賞金 ($) |
| ---------- | -------------------------- | ------------ |
| 2020–21–22 | キム・ジョヒョン           | 507,553      |
| 2019       | Jazz Janewattananond       | 1,058,524    |
| 2018       | Shubhankar Sharma          | 755,994      |
| 2017       | Gavin Green                | 585,813      |
| 2016       | スコット・ヘンド           | 1,004,792    |
| 2015       | アニルバン・ラヒリ         | 1,139,084    |
| 2014年     | デビッド・リプスキー       | 713,901      |
| 2013       | キラデク・アフィバーンラト | 1,127,855    |
| 2012       | タワン・ウィラチャン       | 738,047      |
| 2011       | ジュビック・パグンサン     | 788,299      |
| 2010       | 盧承烈                     | 822,361      |
| 2009       | トンチャイ・ジェイディ     | 981,932      |
| 2008       | ジーブ・ミルカ・シン       | 1,452,702    |
| 2007       | 梁津萬                     | 532,590      |
| 2006       | ジーブ・ミルカ・シン       | 591,884      |
| 2005       | タワン・ウィラチャン       | 510,122      |
| 2004       | トンチャイ・ジェイディ     | 381,930      |
| 2003       | アージュン・アトワル       | 284,018      |
| 2002       | ジョティ・ランダワ         | 266,263      |
| 2001       | トンチャイ・ジェイディ     | 353,060      |
| 2000       | サイモン・ダイソン         | 282,370      |
| 1999       | キー・フラ・ハン           | 204,210      |
| 1998       | 姜旭淳                     | 150,772      |
| 1997       | マイク・カニング           | 170,619      |
| 1996       | 姜旭淳                     | 183,737      |
| 1995       | 林根基                     | 177,856      |

## 2004年
| 開催日         | 大会名称                                                       | 開催国       | 優勝者                         | 共催                                       |
| -------------- | -------------------------------------------------------------- | ------------ | ------------------------------ | ------------------------------------------ |
| 1月22日-25日   | タイランドオープン                                             | タイ         | ブーンチュ・ルアンキット       |                                            |
| 1月29日-2月1日 | ジョニーウォーカークラシック                                   | タイ         | ミゲル・アンヘル・ヒメネス     | ヨーロピアンツアー オーストラリアPGAツアー |
| 2月12日-15日   | ロンドンミャンマーオープン                                     | ミャンマー   | トンチャイ・ジェイディー       |                                            |
| 2月19日-22日   | カールスバーグ・マレーシアオープン                             | マレーシア   | トンチャイ・ジェイディー       | ヨーロピアンツアー                         |
| 2月26日-29日   | DHLフィリピンオープン                                          | フィリピン   | E・マイケルズ(Edward Michaels) |                                            |
| 3月18日-21日   | カルテックス・シンガポールマスターズ                           | シンガポール | コリン・モンゴメリー           | ヨーロピアンツアー                         |
| 3月25日-28日   | ロイヤルチャレンジ・インドオープン                             | インド       | マーダン・ママット             |                                            |
| 4月29日-5月2日 | 中国フォルクスワーゲン・マスターズ                             | 中国         | ラヒル・ガンジー               |                                            |
| 5月6日-9日     | マカオオープン                                                 | マカオ       | ジェイソン・クヌートン         |                                            |
| 5月13日-16日   | BMWアジア・オープン                                            | 中国         | ミゲル・アンヘル・ヒメネス     | ヨーロピアンツアー                         |
| 5月20日-23日   | SKテレコムオープン                                             | 韓国         | サイモン・イェーツ             | Korean Tour                                |
| 8月19日-22日   | 天津TEDAオープン (Tianjin TEDA Open)                           | 中国         | サマヌーン・スリロット         |                                            |
| 9月9日-12日    | 韓国オープン (ゴルフ)                                          | 韓国         | エドワード・ロアー             | Korean Tour                                |
| 9月16日-19日   | マーキュリーズ台湾マスターズ                                   | 台湾         | サワン・ウィラチャン           |                                            |
| 9月23日-26日   | 台湾オープン                                                   | 台湾         | チャーリー・ウィ               |                                            |
| 10月21-24日    | クラウン・プラザオープン (Crowne Plaza Open)                   | 中国         | テリー・ピルカダリス           |                                            |
| 10月28-31日    | 三亜オープン (Sanya Open)                                      | 中国         | テリー・ピルカダリス           |                                            |
| 11月4日-7日    | カールスバーグマスターズ・ベトナム (Carlsberg Masters Vietnam) | ベトナム     | アンジェロ・キュー             |                                            |
| 11月25日-28日  | ボルボ中国オープン                                             | 中国         | スティーブン・ドッド           | ヨーロピアンツアー                         |
| 12月2日-5日    | オメガ香港オープン                                             | 香港         | ミゲル・アンヘル・ヒメネス     | ヨーロピアンツアー                         |
| 12月9日-12日   | ボルボ・マスターズ・アジア                                     | マレーシア   | ジョティ・ランダワ             |                                            |

## 2005年
| 開催日                  | 大会名称                                                       | 開催国       | 優勝者                         | 共催                                                          |
| ----------------------- | -------------------------------------------------------------- | ------------ | ------------------------------ | ------------------------------------------------------------- |
| （2004年）12月16日-19日 | アジア・ジャパン沖縄オープンゴルフトーナメント2004             | 日本         | 宮里聖志                       | JGTO                                                          |
| 1月27日-30日            | カルテックス・シンガポールマスターズ                           | シンガポール | ニック・ドハティ               | ヨーロピアンツアー                                            |
| 2月17日-20日            | カールスバーグ・マレーシアオープン                             | マレーシア   | トンチャイ・ジェイディー       | ヨーロピアンツアー                                            |
| 2月24日-27日            | ミャンマーオープン                                             | ミャンマー   | スコット・ストレンジ           |                                                               |
| 3月3日-6日              | タイランドオープン                                             | タイ         | リチャード・リー (Richard Lee) |                                                               |
| 3月10日-13日            | カタール・マスターズ                                           | カタール     | アーニー・エルス               | ヨーロピアンツアー                                            |
| 3月17日-20日            | TCLクラシック                                                  | 中国         | ポール・ケーシー               | ヨーロピアンツアー                                            |
| 3月24日-27日            | エンジョイ・ジャカルタ・インドネシアオープン                   | インドネシア | サワン・ウィラチャン           | ヨーロピアンツアー                                            |
| 4月15日-17日            | VISAダイナスティカップ (Visa Dynasty Cup)                      | 中国         | アジア                         | アジア対日本 対抗戦                                           |
| 4月21日-24日            | ジョニーウォーカークラシック                                   | タイ         | アダム・スコット               | ヨーロピアンツアー オーストラリアPGAツアー                    |
| 4月28日 - 5月1日        | BMWアジア・オープン                                            | 中国         | アーニー・エルス               | ヨーロピアンツアー                                            |
| 5月5日–8日              | SKテレコムオープン                                             | 韓国         | 崔京周                         |                                                               |
| 5月12日–15日            | マカオオープン                                                 | マカオ       | 汪徳昌                         |                                                               |
| 5月19日–22日            | フィリピンオープン                                             | フィリピン   | Adam Le Vesconte               |                                                               |
| 5月26日–29日            | KT&G 毎経オープン                                              | 韓国         | 崔上鎬(Choi Sang-ho)           |                                                               |
| 6月23日–26日            | ブルネイオープン                                               | ブルネイ     | テリー・ピルカダリス           |                                                               |
| 9月1日-4日              | フォルクスワーゲンマスターズ・チャイナ                         | 中国         | レティーフ・グーセン           |                                                               |
| 9月8日-11日             | シンガポール・オープン                                         | シンガポール | アダム・スコット               |                                                               |
| 9月15日-18日            | 台湾オープン                                                   | 台湾         | サワン・ウィラチャン           |                                                               |
| 9月22日-25日            | マーキュリーズ台湾マスターズ                                   | 台湾         | 呂偉智                         |                                                               |
| 9月29日 - 10月2日       | クラウン・プラザオープン(Crowne Plaza Open)                    | 中国         | プラヤド・マークセン           |                                                               |
| 10月13日-16日           | バンコク・ エアウェイズ・オープン                              | タイ         | en:Lu Wen-teh                  |                                                               |
| 10月27日-30日           | ヒーローホンダ・インディアンオープン                           | インド       | サワン・ウィラチャン           |                                                               |
| 11月3日-6日             | Double A International Open                                    |              | チンナラト・ファダンシル       |                                                               |
| 11月10日-13日           | HSBCチャンピオンズ                                             | 中国         | デビッド・ハウエル             | ヨーロピアンツアー サンシャインツアー オーストラリアPGAツアー |
| 11月17日-20日           | カールスバーグマスターズ・ベトナム (Carlsberg Masters Vietnam) | ベトナム     | サワン・ウィラチャン           |                                                               |
| 11月24日-27日           | ボルボ中国オープン                                             | 中国         | ポール・ケーシー               | ヨーロピアンツアー                                            |
| 12月1日-4日             | UBS香港オープン                                                | 香港         | コリン・モンゴメリー           | ヨーロピアンツアー                                            |
| 12月8日-11日            | ボルボ・マスターズ・アジア                                     | マレーシア   | シブ・カプール                 |                                                               |

## 2012年
| 開催日           | 大会名称                                                    | 開催国       | 優勝者                     | 共催                           |
| ---------------- | ----------------------------------------------------------- | ------------ | -------------------------- | ------------------------------ |
| 2月2日-5日       | ザイカバールミャンマーオープン                              | ミャンマー   | キラン・プラット           |                                |
| 2月9日–12日      | ICTSIフィリピンオープン                                     | フィリピン   | マーダン・ママット         |                                |
| 2月16日–19日     | アバンサマスターズ                                          | インド       | ジェイビー・クルーガー     | ヨーロピアンツアー             |
| 2月22日–25日     | SAIL-SBIオープン                                            | インド       | アニルバン・ラヒリ         |                                |
| 3月14日–17日     | ハンダ・ファルド・カンボジアンクラシック                    | カンボジア   | デビッド・リプスキー       |                                |
| 3月29日–4月1日   | パナソニックオープン (インド)                               | インド       | ディグヴィジェイ・シン     |                                |
| 4月5日–8日       | ISPSハンダ・シンガポール・クラシック                        | シンガポール | スコット・ヘンド           |                                |
| 4月12日–15日     | メイバンクマレーシアオープン                                | マレーシア   | ルイ・ウーストハイゼン     | ヨーロピアンツアー             |
| 4月19日–22日     | CIMBニアガインドネシアマスターズ                            | インドネシア | リー・ウエストウッド       |                                |
| 4月26日–29日     | バランタインズ チャンピオンシップ                           | 韓国         | ベルント・ウィスバーガー   | ヨーロピアンツアー Korean Tour |
| 6月14日–17日     | クイーンズカップ                                            | タイ         | サワン・ウィラチャン       |                                |
| 6月21日–24日     | ボルビック・ヒルデスハイムオープン (Volvik Hildesheim Open) | 韓国         | en:Lee In-woo              | Korean Tour                    |
| 8月30日 – 9月2日 | オメガ・ヨーロピアン・マスターズ                            | スイス       | リッチー・ラムゼイ         | ヨーロピアンツアー             |
| 9月5日–8日       | ワールドワイドホールディングス・セランゴールマスターズ      | マレーシア   | サワン・ウィラチャン       |                                |
| 9月13日–16日     | Yeangderトーナメントプレーヤーズ選手権                      | 台湾         | ガガンジート・ビュラー     |                                |
| 9月20日–23日     | アジアパシフィック・パナソニックオープン                    | 日本         | 小林正則                   | JGTO                           |
| 9月27日–30日     | マーキュリーズ台湾マスターズ                                | 台湾         | 蔡啓煌                     |                                |
| 10月4日-7日      | CJ Invitational hosted by KJ Choi                           | 韓国         | 崔京周                     | Korean Tour                    |
| 10月11日–14日    | ベネチアン・マカオオープン                                  | マカオ       | ガガンジート・ビュラー     |                                |
| 10月18日-21日    | ヒーロー・インディアンオープン                              | インド       | サワン・ウィラチャン       |                                |
| 10月25日–28日    | CIMBクラシック                                              | マレーシア   | ニック・ワトニー           | PGAツアー                      |
| 11月8日–11日     | バークレイズ・シンガポールオープン                          | シンガポール | マッテオ・マナセロ         | ヨーロピアンツアー             |
| 11月15日–18日    | UBS香港オープン                                             | 香港         | ミゲル・アンヘル・ヒメネス | ヨーロピアンツアー             |
| 11月29日–12月2日 | キングスカップ                                              | タイ         | アーノンド・ウォンワニ     |                                |
| 12月6日–9日      | タイランドゴルフ選手権                                      | タイ         | シャール・シュワーツェル   |                                |
| 12月13日–16日    | イスカンダル・ジョホールオープン                            | マレーシア   | セルヒオ・ガルシア         |                                |